# Aaron Matson

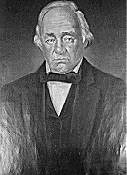
Aaron Matson

Aaron Matson (*  1770 in Plymouth, Province of Massachusetts Bay; † 18. Juli 1855 in Newport, Vermont) war ein US-amerikanischer Politiker. Zwischen 1821 und 1825 vertrat er den Bundesstaat New Hampshire im US-Repräsentantenhaus.

## Werdegang
Noch in seiner Jugend kam Aaron Matson in das Cheshire County in New Hampshire. Später wurde er Richter am dortigen Nachlassgericht. Politisch war Matson Mitglied der Demokratisch-Republikanischen Partei. Nach deren Auflösung in den 1820er Jahren schloss er sich der Fraktion um den damaligen US-Präsidenten  John Quincy Adams an. Aus dieser Bewegung entstanden dann die kurzlebige National Republican Party und später die Whig Party. Zwischen 1806 und 1818 war Matson mehrfach als Vertreter der Democratic Republicans Abgeordneter im Repräsentantenhaus von New Hampshire. Zwischen 1819 und 1821 gehörte er dem Regierungsrat (Executive Council) an.
Bei den Kongresswahlen des Jahres 1820, die staatsweit abgehalten wurden, wurde Matson für das vierte Abgeordnetenmandat von New Hampshire in das US-Repräsentantenhaus in Washington, D.C. gewählt, wo er am 4. März 1821 die Nachfolge von Joseph Buffum antrat. Nach einer Wiederwahl im Jahr 1822 konnte er bis zum 3. März 1825 zwei zusammenhängende Legislaturperioden im Kongress absolvieren. Während dieser Zeit verkündete Präsident James Monroe in seiner Jahresbotschaft an den Kongress von 1823 die nach ihm benannte Monroe-Doktrin, die fast 100 Jahre lang der Leitfaden der amerikanischen Außenpolitik bleiben sollte.
Nach dem Ende seiner Zeit im Kongress war Aaron Matson in den Jahren 1827 und 1828 noch einmal Abgeordneter im Parlament seines Staates. Danach hat er keine weiteren höheren politische Ämter mehr bekleidet. Er starb am 18. Juli 1855 in Newport.